# دیوید برنر (تدوین‌گر)
دیوید برنر (انگلیسی: David Brenner) (١٩۶٢–٢٠٢٢) تدوین‌گر اهل ایالات متحده آمریکا و برندهٔ اسکار بود. او در ١٧ فوریهٔ ٢٠٢٢ درگذشت. 

## جوایز
- برنده جایزه اسکار بهترین تدوین فیلم شده است

## بخشی از فیلم‌شناسی
- متولد چهارم ژوئیه (۱۹۸۹)
- دورز (فیلم) (۱۹۹۱)
- شب و شهر (فیلم ۱۹۹۲) (۱۹۹۲)
- بهشت و زمین (۱۹۹۳)
- ترس (فیلم ۱۹۹۶) (۱۹۹۶)
- روز استقلال (۱۹۹۶)
- لولیتا (۱۹۹۷)
- چه رویاهایی که می‌آیند (۱۹۹۸)
- میهن‌پرست (۲۰۰۰)
- هویت (۲۰۰۳)
- روز پس از فردا (۲۰۰۴)
- مرکز تجارت جهانی (فیلم) (۲۰۰۶)
- تحت تعقیب (۲۰۰۸)
- ۲۰۱۲ (۲۰۰۹)
- وال استریت: پول هرگز نمی‌خوابد (۲۰۱۰)
- دزدان دریایی کارائیب: سوار بر امواج ناشناخته (۲۰۱۱)
- مرد پولادین (۲۰۱۳)
- ۳۰۰: ظهور یک امپراتوری (۲۰۱۴)
- بتمن در برابر سوپرمن: طلوع عدالت (۲۰۱۶)
- لیگ عدالت (فیلم ۲۰۱۷) (۲۰۱۷)
- آسفالت ۶: آدرنالین (۲۰۱۸)